# Англо-нормандська мова
Англо-нормандська мова (franceis, fraunceis або romanz; також пізніше англо-французька мова, фр. Anglo-normand, anglo-français, англ. Anglo-Norman, пізніше Anglo-French) — зникла романська мова, що була рідною для британської еліти, наближеної до англонормандської монархії, а також виступала в ролі основної робочої мови усієї Англії після її завоювання Вільгельмом Завойовником (після 1066 року), розповсюдившись пізніше також і в Ірландії (особливо в околицях Дубліна). Як рідна мова вищих шарів суспільства англо-нормандська починає швидко згасати вже з другої половини XII століття, однак як робоча мова ділового листування й адміністративно-торгових реєстрів вона широко використовується до кінця XV століття й отримує назву англо-французької мови. Через відносну нечисленність своїх носіїв в Англії (не більше 30 тисяч чоловік або близько 2 % населення островів), англо-нормандська мова так і не змогла витіснити місцеві (англосаксонські) діалекти німецького походження, що використовувались в усному мовленні домашнього вжитку середнього й нижчого класів упродовж всього вищезазначеного періоду. Але вона, тим не менше, вчинила на них величезний вплив. За безпосередньої участі англо-нормандської мови склалась сучасна англійська, що збагатилась широкими пластами романської лексики.

## Генетична класифікація та хронологія
- Індоєвропейські мови
  - італійські мови
    - романські мови
      - континентально-романські мови
        - західно-романські мови
          - галло-романські мови
            - мови ойль
              - старонормандська мова
                - англо-нормандська мова
                  - англо-французька мова

## Передісторія
Як відомо, до кінця VII століття завершується процес завоювання Британії германськими племенами — англами, саксами та ютами — яких витіснили з континенту, де вони займали територію між Ельбою та Одером. У Британії германці відтіснили автохтонне кельтське та кельтсько-романське населення на захід острова — в Уельс, а також у Бретань та Ірландію. На острові стверджується германська культурна гегемонія та відбувається становлення англосаксонської мови й літератури, хоча класична латина з часом знову посилює свої позиції як писемна мова церкви та вищої освіти по мірі християнізації германців. Тим часом, навали близьких вікінгів, що активно оселялись на східному узбережжі острова у IX й Х століттях ще більше закріплюють германський характер рідної мови й народної культури острова. Частина вікінгів у цей самий час оселяється також на стратегічно важливому півострові Нормандія у північній Франції. Цілком підкоривши у політичному плані гало-римське населення, яке чисельно переважало, після 911 року, молоді покоління скандинавів все ж засвоюють місцеву старонормандську мову, що є одним з ідіомів ланг д'ойль, що є природним еволюційним розвитком народної латини. При цьому й сама старонормандська мова германізується у фонетичному плані настільки, що незважаючи на тісні зв'язки з латиною, її носії створюють власну писемність для відображення усіх нюансів її вимови та граматики. При цьому якщо латина стало використовується в науці й церкві, урочистій та вкрай офіційній обстановці, то мовою художньої літератури, торгівлі, журнальних і судових регістрів стає розмовна старонормандська мова. Мовна й частково культурна романізація правлячого скандинавського класу в Нормандії завершується вже до середини XI століття.

## Старонормандська мова в Англії
Після захоплення Англії норманами у 1066 році, відбувається активне заміщення місцевої англосаксонської еліти знаттю, яка прибуває з Нормандії. Незважаючи на загальне з англосаксами германське походження, нормани продовжують використовувати засвоєну ними романську мову і в Англії. Загальна кількість норманів, що прибули у цей період, оцінюється у 20 тисяч чоловік (близько 1,3 % населення країни). З причини своєї нечисленності старонормандська мова не змогла витіснити в Англії місцеві англосаксонські діалекти. Ймовірно, такого бажання не було й у самих завойовників, які, усвідомлюючи спільне з англосаксами германське походження, не прагнуть нав'язувати їм романську мову. Тим не менше, в умовах повного панування латини у ранньосередньовічній Європі, а також цілковитої переваги романських регіонів (Латинська Європа) над германськими за чисельністю населення, нормани розуміють практичну цінність старонормандської мови, яка часто виступає в ролі лінгва франка купців та моряків від Великої Британії до Палестини. Слід зазначити, що старонормандська мова й близькі до неї діалекти старофранцузької мови стає робочою мовою хрестових походів у Левант, де вона використовується у діловодстві новоутворених держав хрестоносців (Латинська імперія, герцогство Антіохія тощо). У середньовічній Англії кінця XI століття англо-нормандська мова швидко виходить за рамки просто рідної мови вищого суспільства, оскільки нова романомовна еліта диктує свої укази. У перші десятиліття норманського правління англо-нормандська стає мовою придворного етикету, судочинства, адміністрації, потім шкільної освіти й торгівлі. Мовна ситуація у середньовічній Англії початку XII століття була однією з найскладніших в Європі: англосаксонські говірки зберігаються у побуті селян та міщан (95 % населення), латина застосовується у церкві й наукових працях, а близька до неї старонормандська перетворюється на мову адміністрації й торгівлі.

## Вплив англо-нормандської та англо-французької мов
Функціонування в країні одразу трьох споріднених мов (латина, старонормандська, а потім і власне французька мови) призвело до масових запозичень, багато з яких були лексичними дублетами:

### Приклади
| Англ.    | < Норм.     | = Франц.           |
| -------- | ----------- | ------------------ |
| cabbage  | < caboche   | = chou капуста     |
| candle   | < caundèle  | = chandelle свічка |
| castle   | < caste(l)  | = château замок    |
| cauldron | < caudron   | = chaudron котел   |
| causeway | < cauchie   | = chaussée дамба   |
| catch    | < cachi     | = chasser ловити   |
| cater    | < acater    | = acheter купувати |
| wicket   | < viquet    | = guichet бійниця  |
| plank    | < pllanque  | = planche планка   |
| pocket   | < pouquette | = poche кишеня     |
| fork     | < fouorque  | = fourche виделка  |
| garden   | < gardin    | = jardin сад       |

Багато інших англійських слів типу captain, kennel, cattle і canvas ілюструють нормандську рису збереження латинської /k/ перед голосними, яка у французькій перейшла у /ʧ/ (пізніше — у /ʃ/).
Однак, пізніше англо-нормандська мова починає франкофікуватись, перетворюючись на англо-французьку, тому форми challenge, change, chain, chamber, chapter, chapel тощо мають паризьке звучання (стар. норм. calenge).

## Особливості мовної ситуації в Англії
Вражає й інший факт: у середньовічній Англії XI—XIII століть видається величезна кількість літератури й інших писемних документів старонормандською мовою, в тому числі й після втрати самої Нормандії. Кількість цих документів в Англії у багато разів перевищує писемні пам'ятки романськими мовами у всій Франції, де через повне панування латини місцеві романські мови все ще розглядаються як її вульгарні діалекти й максимум, на що вони можуть розраховувати — це пісні трубадурів і лицарські романси, знову-таки переважно усні. При цьому сама англосаксонська, єдина рідна мова для 95 % населення країни цілком виходить з письмового вжитку як мінімум на два століття. Поступове становлення англійської мови у наступні століття ставить англійських письменників, які в основній масі краще володіють письмовою англо-нормандською мовою, перед низкою непростих проблем, які вони вирішують по-своєму. Так, перші пам'ятки англійської письменності являють собою переклади французьких авторів, де тільки займенники та службові слова германські, а практично вся лексика — романська. Таким чином, лексичний пуризм було первинно відкинуто англійськими письменниками. Інша ситуація складається в усній мові населення Англії. Поверхневий аналіз сучасної англійської мови на базі 80 тис. найбільш розповсюджених слів показує, що романські запозичення становлять 57 % лексики англійської мови. Однак, детальніший погляд на 1.000 найбільш розповсюджених слів показує, що лише 15 % з них мають романське походження і, зрештою, усі 100 найбільш розповсюджених слів в англійській мові — германські. Іншими словами, низька питома вага власне германської лексики в англійській мові (30 %) компенсується її незрівнянно більшою частотністю й широким семантичним охопленням. Це означає, що романське коріння не витісняло германську лексику, а додавались до неї, призводячи до стилістичної та семантичної диференціації, «роздуваючи» словниковий запас англійської мови до неймовірних розмірів (600 тис. одиниць). Іншою проблемою англійської мови стала орфографія. За роки без письмового існування звукової стрій англійської мови сильно змінився. Створюючи германську письменність, англійські письменники були змушені звертатись до донормандської давньоанглійської літератури та копіювати давньоанглійський правопис. Але створювати чіткі правила не вдалось через маси франко-нормандських запозичень, які до невпізнанності змінили фонетичний та орфографічний вигляд письма й мови. Під впливом французької дзвінкі алофони «в», «дж», «з» перетворились на мінімальні звукові пари з відповідними глухими приголосними. В результаті, англійська орфографія остаточно втратила будь-яку системність і стала суто традиційною, що вимагає запам'ятовування правопису практично кожного слова.

## Статус і розвиток
Молоді покоління нормандців, народжених в Англії та вихованих в оточенні англо-саксонської прислуги, дуже швидко стають двомовними. Й так само, як германська мова знаті, незважаючи на весь її престиж, не змогла закріпитись у романській Галії, старонормандська мова не змогла цілком закріпитись у германському оточенні середньовічної Британії. Занепад старонормандської мови як рідної починається вже з середини XII століття. Хоча точні дані відсутні, Дахуд стверджує, що до 1173 року для більшості нормандських баронів рідною мовою була вже англійська, а не старонормандська чи англосаксонська. Парадоксально, але факт — занепад старонормандської як рідної зовсім не означав її зникнення як письмової мови, навіть при тому, що жодного офіційно закріпленого законодавством статусу в Англії у неї ніколи не було. Тобто, фактично вжиток старонормандської мови в Англії мав прагматичний характер, вона відігравала роль мови «середньовічної глобалізації» та міжкультурної комунікації між островами й континентом. Найімовірніше, через спільне з норманами генетичне походження й германську культуру, старонормандська мова сприймалась англосаксами не як мова агресора-асимілятора, а як інструмент соціальної мобільності, кар'єрного зростання й широких можливостей (схожі процеси, але у більш вираженій формі спостерігались також у середньовічній та сучасній Бельгії, де французька мова все ж змогла витіснити нідерландську у низці її історичних регіонів — див. Галізація Брюсселя).

## Англо-французька мова
У 1204 році Нормандське герцогство (за винятком прибережного архіпелагу Нормандські острови) була анексована французькою короною. Притік носіїв старонормандської мови з континенту закінчився, але при цьому у підсумку династичних шлюбів до Англії продовжують прибувати романомовні носії інших діалектів французької мови. З цього моменту прийнято говорити про початок англо-нормандського періоду, під час якого вона швидко згасає як рідна мова, але зміцнюється як друга і/або іноземна, продовжуючи залишатись мовою діловодства й торгівлі. При цьому вже з середини XIII століття на континенті починається поступовий занепад самої старонормандської мови, що пояснюється підпорядкуванням Нормандії централізованій королівській владі Парижа й поступовим розповсюдженням паризького діалекту Іль-де-Франс усіма областями королівства. Однак англонормандські монархи не залишають спроб повернути втрачені території, розгортається Столітня війна. У 1345—1360 роках, а потім у 1415—1450 Нормандія, як і багато інших історичних областей Франції опиняється в руках англійців. До того часу в самій Англії англо-нормандська мова цілком зникає як рідна частково через те, що вона починає сприйматись англійцями як мова ворогів. Й усе ж їй надається перевага у судах, університетських лекціях, портах, різноманітних часописах, художній літературі. У XIV—XV століттях англо-нормандська мова збагачується і власне паризькими елементами, перетворюючись на якусь абстрактну англо-французьку мову офіціозу. Велика кількість підручників з англо-французької мови свідчить про те, що вона вже не була рідною, але мала важливе значення в суспільстві. Всередині англо-французької письмової мови виділяється особливий спеціалізований варіант, який отримав назву правова французька мова, що була формальною мовою англійського судочинства до 1731 року й використовувалась також в університетських дебатах. Посилений розвиток англійського самоусвідомлення у гострій конкурентній боротьбі з Францією, в тому числі й за колонії у Новому Світі, призводить до зростання популярності своєї германської мови. Однак, це вже не той стародавній англосаксонський діалект. Відбувається поступова дезінтеграція англо-французької мови та її повільне, але вірне витіснення з усіх сфер життя англійського суспільства. Однак, навіть сам перший закон 1373 року про обов'язкове використання англійської мови у діловодстві в країні написано французькою та свідчить про її колишню міць. Оскільки перші англійські тексти були перекладами з англо-французької, елементи останньої масово запозичуються і/або калькуються. Так до англійської літератури й мови проникають численні нормандізми, галіцізми й латинізми.

## Цікаві факти

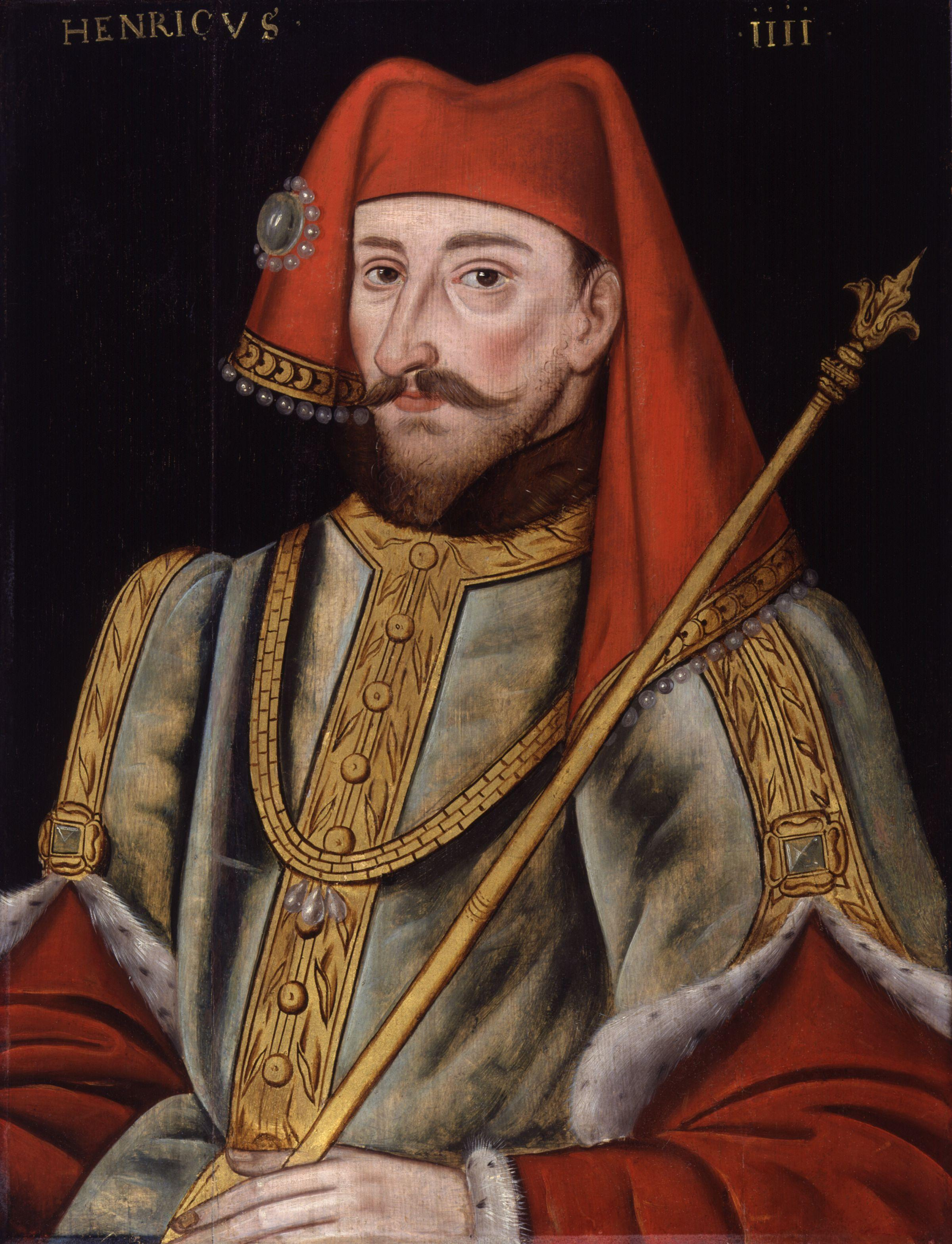
Генріх IV

Генріх IV був першим англійським монархом з моменту нормандської навали 1066 року, для якого єдиною рідною мовою була англійська, а не французька (точніше не англо-нормандська мова). Незважаючи на деякий опір професури й церкви, його правління стало початком занепаду французької мови в Англії та паралельного відродження англосаксонської письмової та усної мови, а також становлення сучасної англійської мови.

## Вплив англо-нормандської мови
Тривалий час, в тому числі й у радянському мовознавстві, вплив англо-французької мови на англійську розглядався суто у лексичному контексті, тобто під час аналізу романських за походженням запозичень. Це не зовсім вірно. Вплив англо-французької мови виходить за рамки простої лексики. Під впливом французької мови в англійській розвивались нові звуки, з'явились нові синтаксичні конструкції із постпозицією прикметника (наприклад, attorney general, director general, heir apparent, court martial, body politic, chicken little тощо). Більше того, розповсюдження англо-нормандської призвело до «звільнення» англосаксонської мови від стандартів письмової германської граматики, що її скували.
Низка мовознавців відзначає односторонній характер запозичень тієї епохи. Під час унії Англії та Нормандії у 1066—1204 роках понад 6000 нормандських слів увійшло до лексикону острів'ян та лише 2 англосаксонських слова були запозичені нормандцями з англосаксонської (одне з них — forlenc «рів» від англ. «furrow» «колія, западина» швидко застаріло й лише міра площі акр «acre» використовувалась до кінця XIX століття, тобто, до початку кампанії з метрифікації. Пізніші запозичення відображують вплив вже сучасної англійської мови («smoggler» < «smuggle» «займатись контрабандою»). Сучасна ситуація, однак, прямо протилежна середньовічній: англійські слова масово проникають до французької мови (див. франглійська мова або франгле), а вплив французької на англійську практично припинився.

## Сучасна ситуація
Нині англо-нормандська мова практично зникла, збереглась тільки на островах Гернсі й Джерсі (кілька сотень носіїв) завдяки тісним контактам їх жителів з французькою Нормандією.